# Siège de l'assurance retraite
Le siège de l'assurance retraite (finnois : Kansaneläkelaitoksen päätoimitalo) est un bâtiment situé dans le quartier de Taka-Töölö à Helsinki en Finlande.
Le bâtiment a été conçu par Alvar Aalto et construit en 1956.

## Présentation
Le bâtiment du Siège de l'assurance retraite occupe l'ensemble de l'îlot urbain, qui est bordé par les rues Minna Canthin katu,  Messeniuksenkatu et Nordenskiöldinkatu.

## Architecture
Le siège social de Kela est considéré comme un exemple fondamental de la façon dont Alvar Aalto a cherché à humaniser les bâtiments institutionnels et commerciaux de grande taille.
Le principal moyen utilisé était de diviser la grande masse du bâtiment en plusieurs parties. 
La forme triangulaire a fourni de nombreuses opportunités pour ce faire.
Des places et des espaces verts abrités ont été installés entre les parties du bâtiment.
L'entrée principale et la façade sont visibles depuis Mannerheimintie. 
De l'autre côté, l'édifice semble absorber le parc d'écrivain en direction de Lastenlinna. 
Au troisième angle se trouve une tour construite à partir d'une cheminée.
Le grand hall public du bâtiment (Kela Halli) avec ses lucarnes est comme une place de village dont la vie publique a été rentrée. 
La bibliothèque du bâtiment reprend des thèmes de la bibliothèque de Vyborg.
Le bâtiment de Kela est différent de ses voisins car il est construit en briques rouges.
Les maisons d'habitation environnantes sont crépies et principalement peintes de couleur claire.

## Galerie

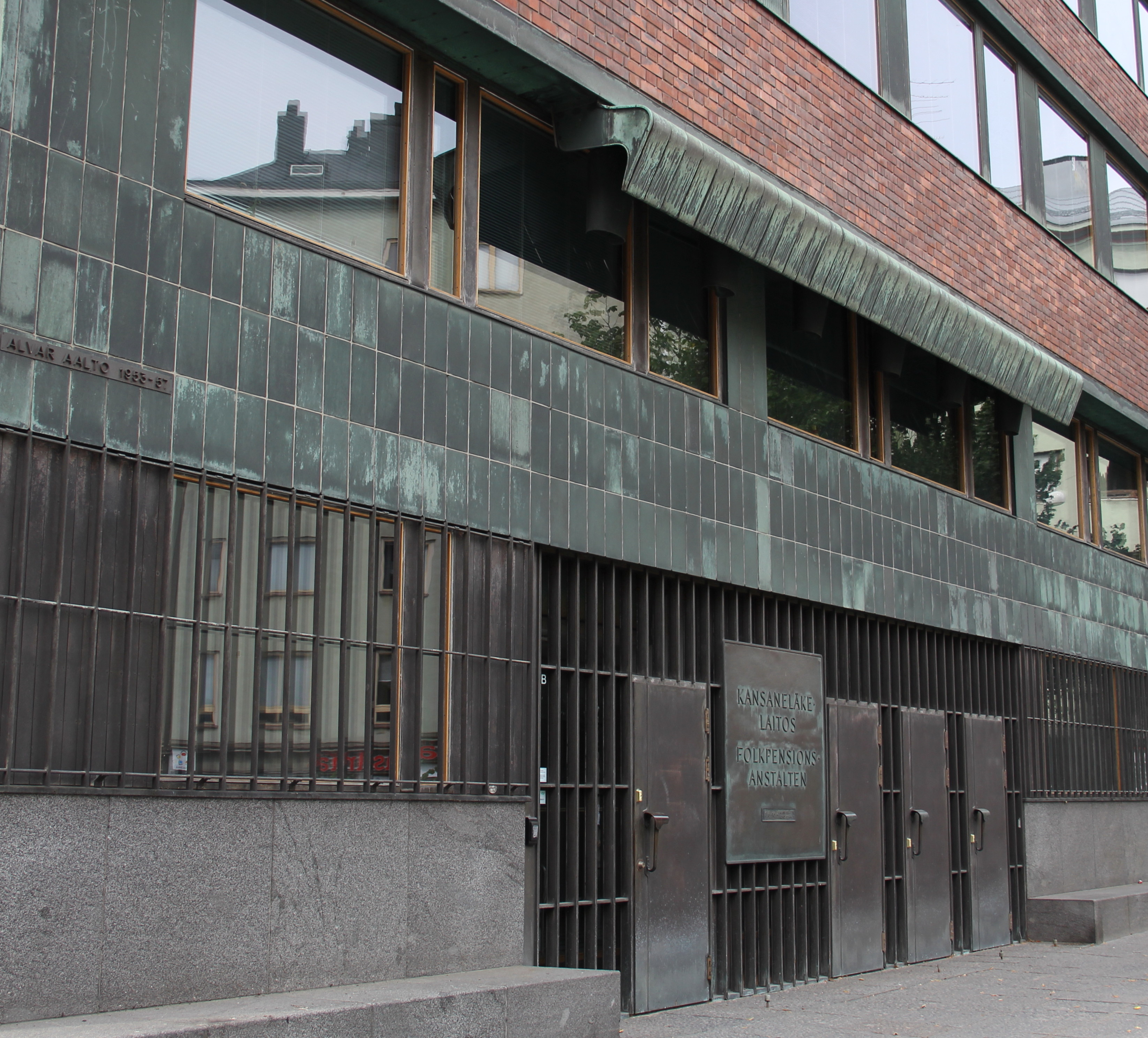
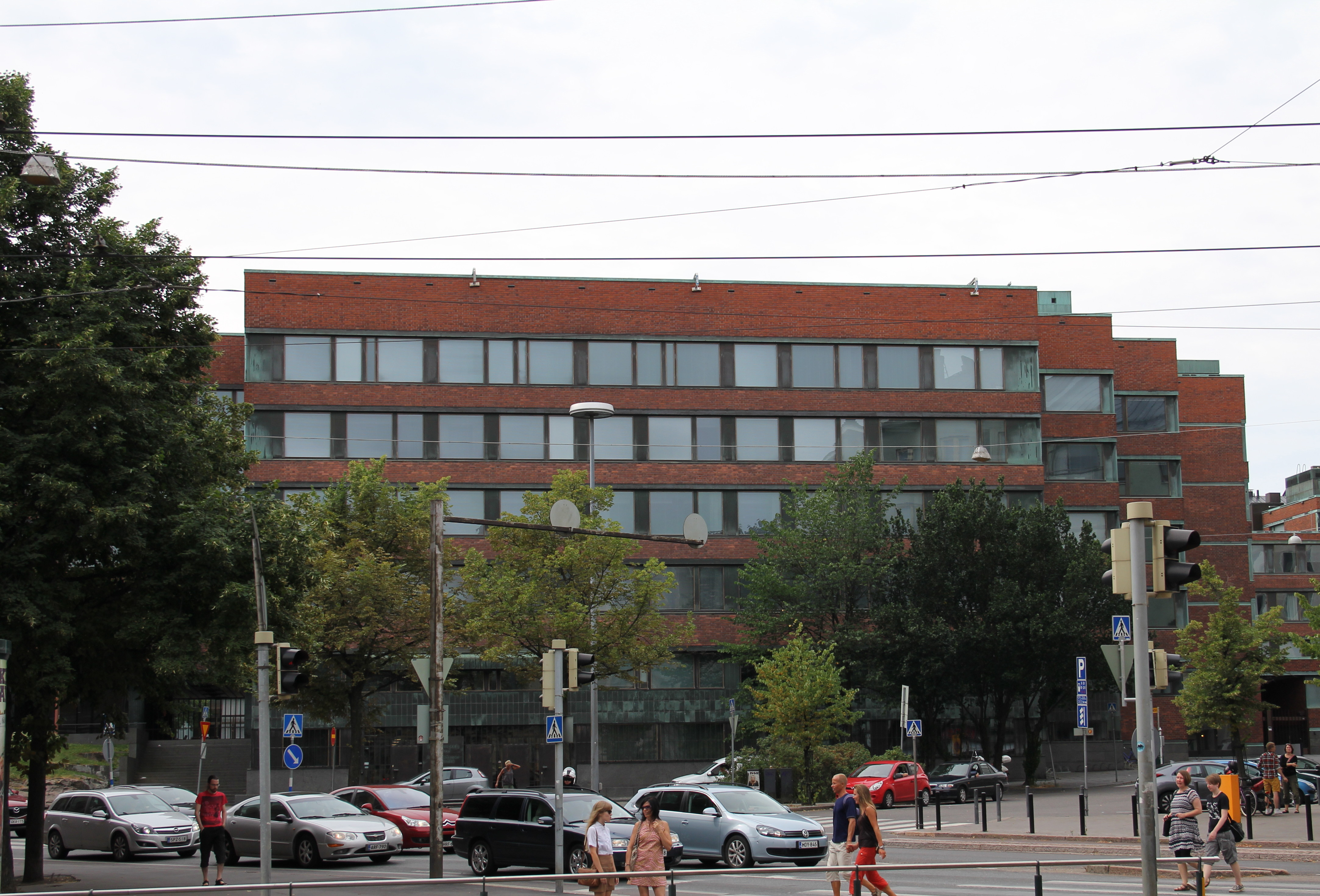
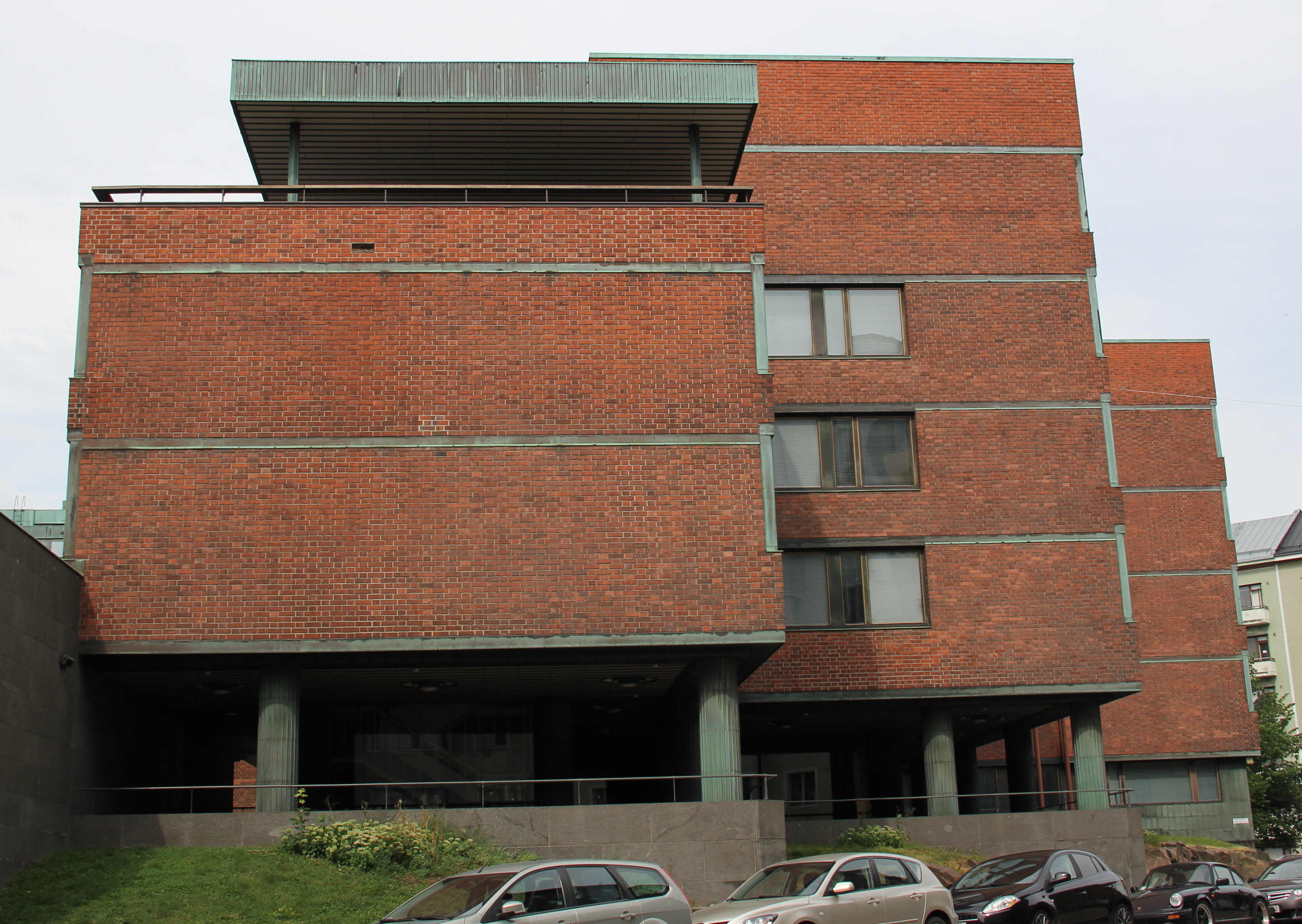
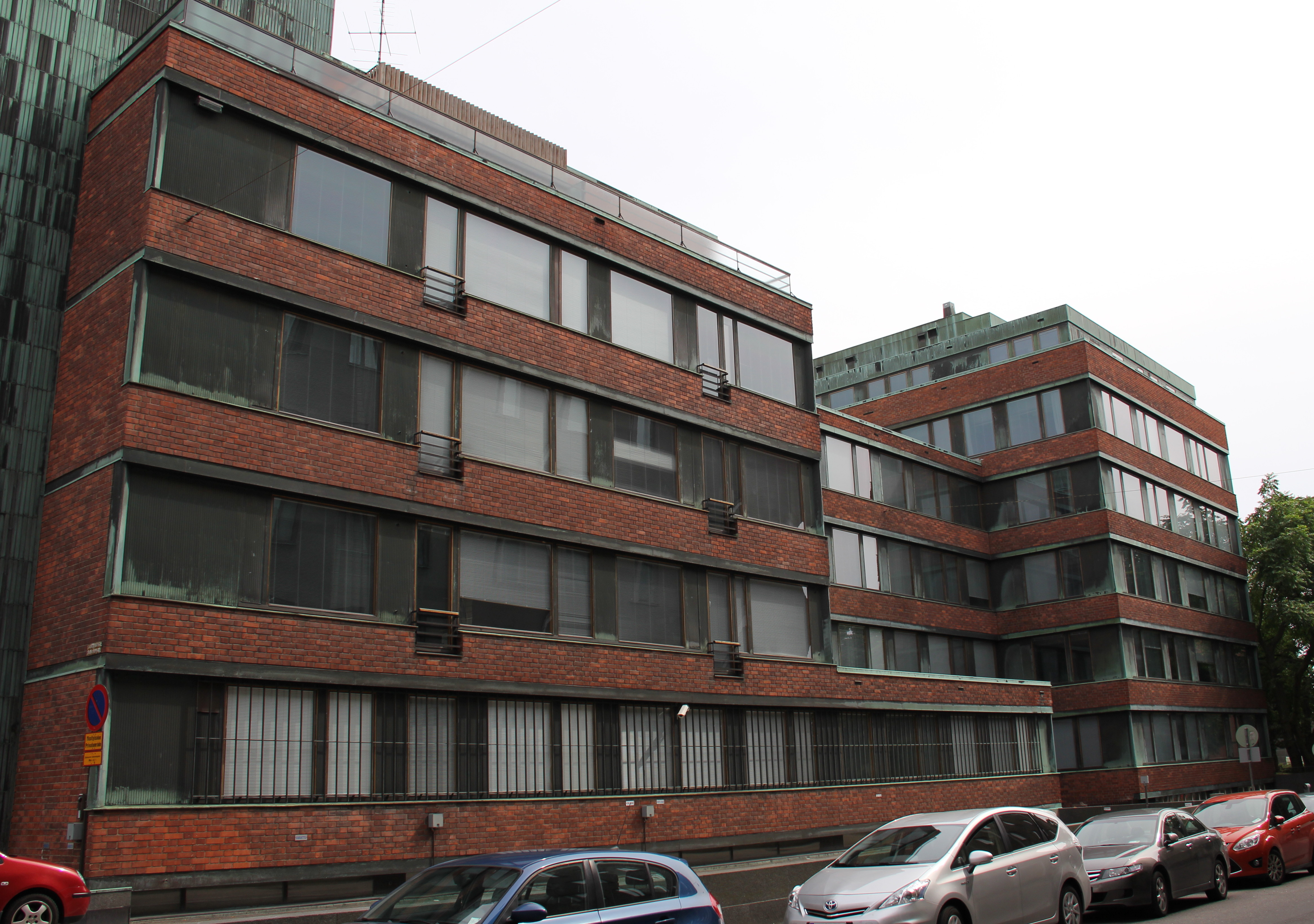
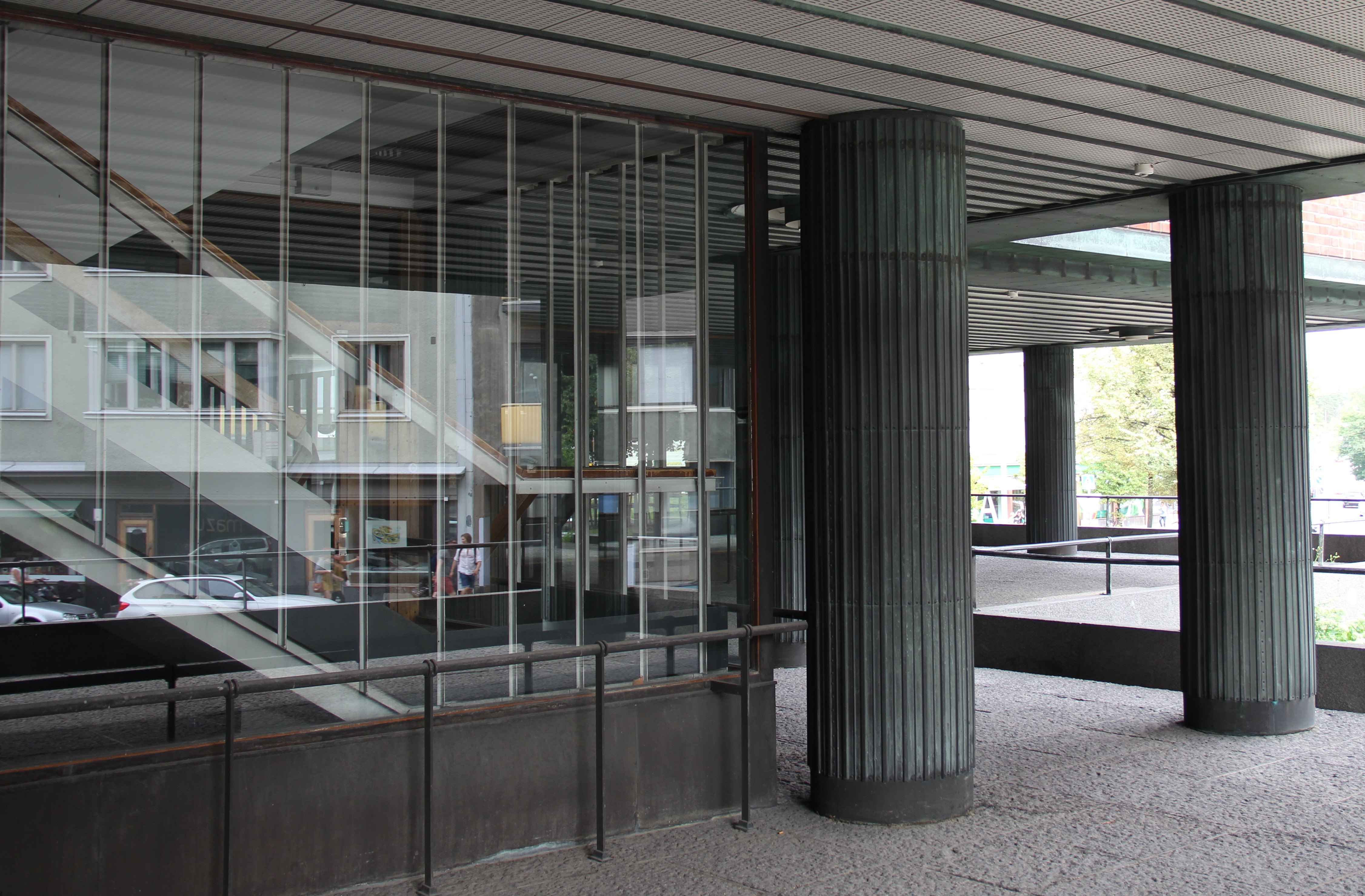
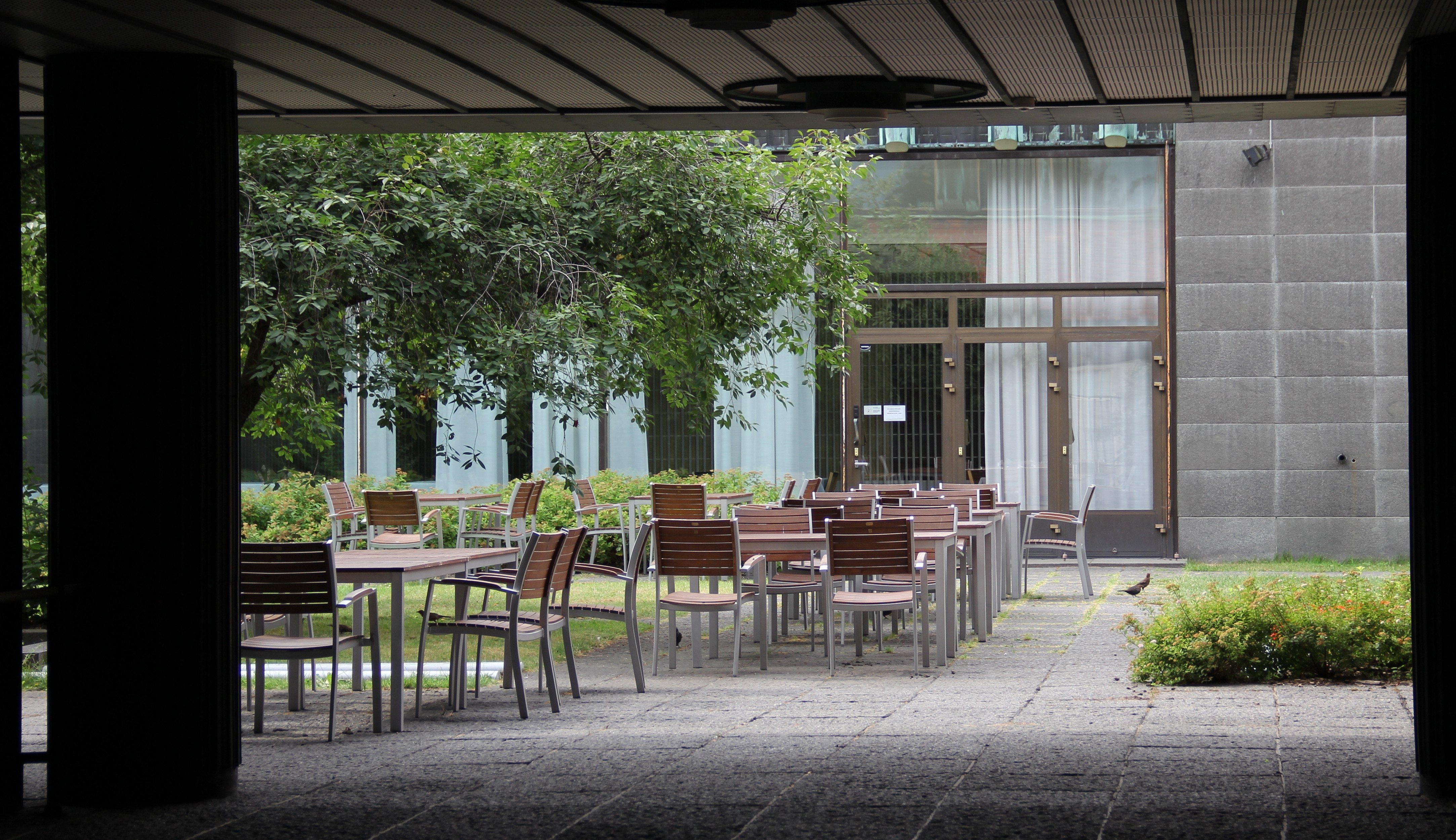